# Ludloff-Zugang
Der Ludloff-Zugang ist nach dem Mediziner Karl Ludloff benannt.
Er ist ein medialer chirurgischer Zugangsweg an der Innenseite des Oberschenkels bei offener Hüftgelenksreposition, welchen Ludloff 1908 erstmals beschrieb. Dieser wurde von Salzer und Zuckriegl 1967 modifiziert und findet so heute noch Anwendung bei der Behandlung der Luxation des Hüftgelenkes.

## Operationsverlauf
Der Patient wird in Rückenlage operiert, wobei die Operation mit im Hüftgelenk flektiertem (90° gebeugtem) und abduziertem Bein (in der Lorenzschen Primärstellung) durchgeführt wird. Der Hautdurchtritt beginnt am Leistenband am Rand des M. adductor longus, welcher sich durch die Primärstellung deutlich abzeichnet, entgegen die Arteria femoralis und wird mit ca. 5 bis 8 cm Länge vorgenommen. Die Faszien werden längs durchtrennt, die Adduktoren werden verdrängt und der Operateur geht am Vorderrand der Adduktoren ein. In der Tiefe geht man dann zwischen dem sichtbaren M. pectineus und dem M. iliopsoas stumpf ein. Größere Gefäße werden lateral gelassen. Die Gelenkkapsel wird unter dem M. pectineus sichtbar. An dieser Stelle müssen die Äste der Arteria und der Vena circumflexa femoralis tibialis, welche über den M. pectineus verlaufen, geschont werden. Anschließend lässt sich die Gelenkkapsel bis zum Hüftkopf eröffnen. Ein Repositionsversuch kann vorgenommen werden.

## Referenz
1. ↑  Reingard M. Aigner: Orthopädie und orthopädische Chirurgie : das Standardwerk für Klinik und Praxis. Becken, Hüfte : 114 Tabellen. Georg Thieme Verlag, 2004, ISBN 978-3-13-126221-9 (google.de [abgerufen am 8. Dezember 2017]).
2. ↑  Werner Konermann, Gerd Gruber, Christian Tschauner: Die Hüftreifungsstörung: Diagnose und Therapie. Springer-Verlag, 2013, ISBN 978-3-642-58695-8 (google.de [abgerufen am 8. Dezember 2017]).
3. ↑  Max Lange: Orthopädisch-Chirurgische Operationslehre: Ergänzungsband: Neueste Operationsverfahren. Springer-Verlag, 2013, ISBN 978-3-642-87749-0 (google.de [abgerufen am 8. Dezember 2017]).